# Sint-Catharinakapel (Gent)

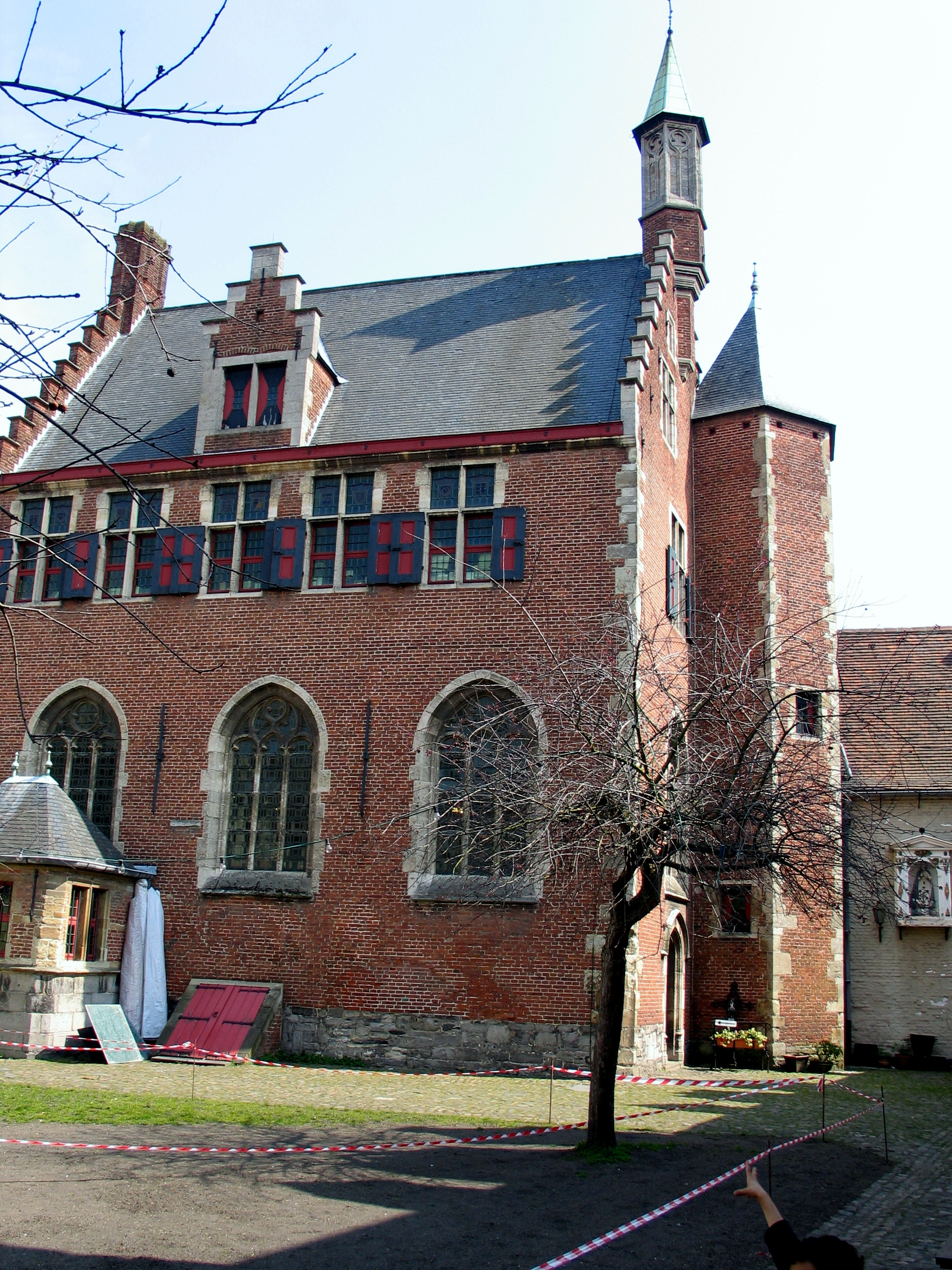
De Sint-Catharinakapel

De Sint-Catharinakapel is een kapel in de Belgische stad Gent. De kapel maakt deel uit van het Huis van Alijn. Het gebouw is opgetrokken in laatgotische stijl, tussen tussen 1543 en 1546. De kapel is toegewijd aan Catharina van Alexandrië.

## Historiek
Een oudere kapel ontstond hier tijdens de eerste bouwfase van het Huis van Alijn, samen met een achttal huisjes. Het huidig gebedshuis kwam er later. Het in 1880 in een brand vernielde dak en hoektorentje werden eerst in de jaren 1950 heropgebouwd.
In 1959 vertrokken de laatste bejaarde bewoners uit het godshuis en begon de restauratie naar een ontwerp van Valentin Vaerwyck. Er verrees een volledig herbouwde kapel in nieuwe baksteen en het altaar kwam uit de parochiekerk van Sint-Denijs-Boekel.